# Vaubexy
Vaubexy település Franciaországban, Vosges megyében. Lakosainak száma 121 fő (2022. január 1.). Vaubexy Ahéville, Bazegney, Derbamont, Gugney-aux-Aulx és Jorxey községekkel határos.

## Népesség
A település népessége az elmúlt években az alábbi módon változott:
| Lakosok száma | 127  | 121  | 125  | 126  | 124  | 121  | 119  | 120  | 121  |
|               | 2013 | 2015 | 2016 | 2017 | 2018 | 2019 | 2020 | 2021 | 2022 |